# Batbajan
Besmer oder Batbajan (griechisch Βαίανος [Baianos]) war ein bulgarischer Knjas aus dem Haus Dulo. In der  „Bulgarischen Fürstenliste“ wird er unter dem Namen Besmer, in griechischen Texten als Baian und in anderen Quellen als Batbai erwähnt. Es wird angenommen, dass er der älteste der fünf Söhnen Kubrats war. Zur Zeit Kubrats beherrschte Batbajan einen Teil Großbulgariens, das nördlich des Schwarzen Meeres lag. Nach Kubrats Tod übernahm Besmer die Gesamtherrschaft. Er regierte kaum drei Jahre (665–668) selbständig, bis er die Vorherrschaft des Chasarischen Khaganats akzeptieren musste.
Er wird auch mit dem bulgarischen Brauch der Marteniza in Verbindung gebracht.